# Cladocolea primaria
Cladocolea primaria là một loài thực vật có hoa trong họ Loranthaceae. Loài này được Kuijt mô tả khoa học đầu tiên năm 1987.